# Las Choapas
Las Choapas – miasto w Meksyku, w stanie Veracruz.